# Hugo (software)
Hugo es un generador de sitios estáticos escrito en Go, creado por Steve Francia en 2013. Desde el 2015 ha visto un gran incremento en funciones y rendimiento, gracias al desarrollador Bjørn Erik Pedersen (desde v0.14), y otros colaboradores. Hugo es un proyecto de código abierto bajo la licencia Apache 2.0.
Su evolución en características ha logrado un aumento enorme en su popularidad. Por ejemplo, en julio de 2015, Netlify empezó proporcionar hosting con Hugo. En 2017, la revista Smashing Magazine completó el rediseño de su sitio web, emigrando de Wordpress a una solución JAMstack basada en Hugo. Esta actualización en la tecnología base de su sitio web supuso un aumento considerable en el rendimiento. En 2018, la plataforma de administración de contraseñas seguras 1Password.com eligió a Hugo como el nuevo sistema al cual migrar todo su sitio web. Tras el cambio, su rendimiento mejoró de 32 a 100 puntos de performance, medidos con Google Lighthouse.

## Funcionamiento
En términos técnicos, Hugo toma un directorio fuente de archivos y plantillas y los usa como entrada para crear un sitio web completo. Es capaz de generar la mayoría de sitios web en pocos segundos (menos de 1 ms por página). Por esta razón, es promocionado en su sitio web como: "The world’s fastest framework for building websites" (el entorno de trabajo más rápido del mundo para construir sitios web). Su velocidad se debe a que es programado en Go y también a los esfuerzos conscientes de sus desarrolladores por medir y aumentar su rendimiento continuamente.
Los archivos de contenido son creados por el usuario en HTML o en markdown, que Hugo se encargará de compilar a HTML. Las plantillas son suministradas con los temas que se pueden descargar libremente o pueden ser creadas por el usuario, adaptándolas a sus requerimientos particulares.

## Características
Entre las principales características se encuentran:
- Multiplataforma.
- Sitios web generados de altísima velocidad de despliegue y descarga.
- Bien documentado.[9]
- Facilidad de uso. Hugo toma contenido escrito en archivos Markdown y los renderiza a un sitio web estático.
- Variedad de temas gratuitos y configurables.[10]
- Tiene soporte para sitios multilingües, internacionalización y localización.
- Preprocesamiento de imagen para optimizar la velocidad de carga, mediante Resizing y Smart Cropping.
- Permite la creación de taxonomías ilimitadas: etiquetas y categorías.
- Fácil despliegue a todas las plataformas más usadas, incluidas: Amplify, Netlify, Render, Firebase, GitHub, Heroku, GoDaddy, etc.)[11]
- Copia de seguridad y control de versiones, haciendo integración con Git.

## Ejemplos
Algunos ejemplos de sitios web construidos con Hugo:
- Bootstrap
- Brave
- Let's Encrypt
- Kubernetes
- Relaxmelodies.com